# 香港慈雲閣

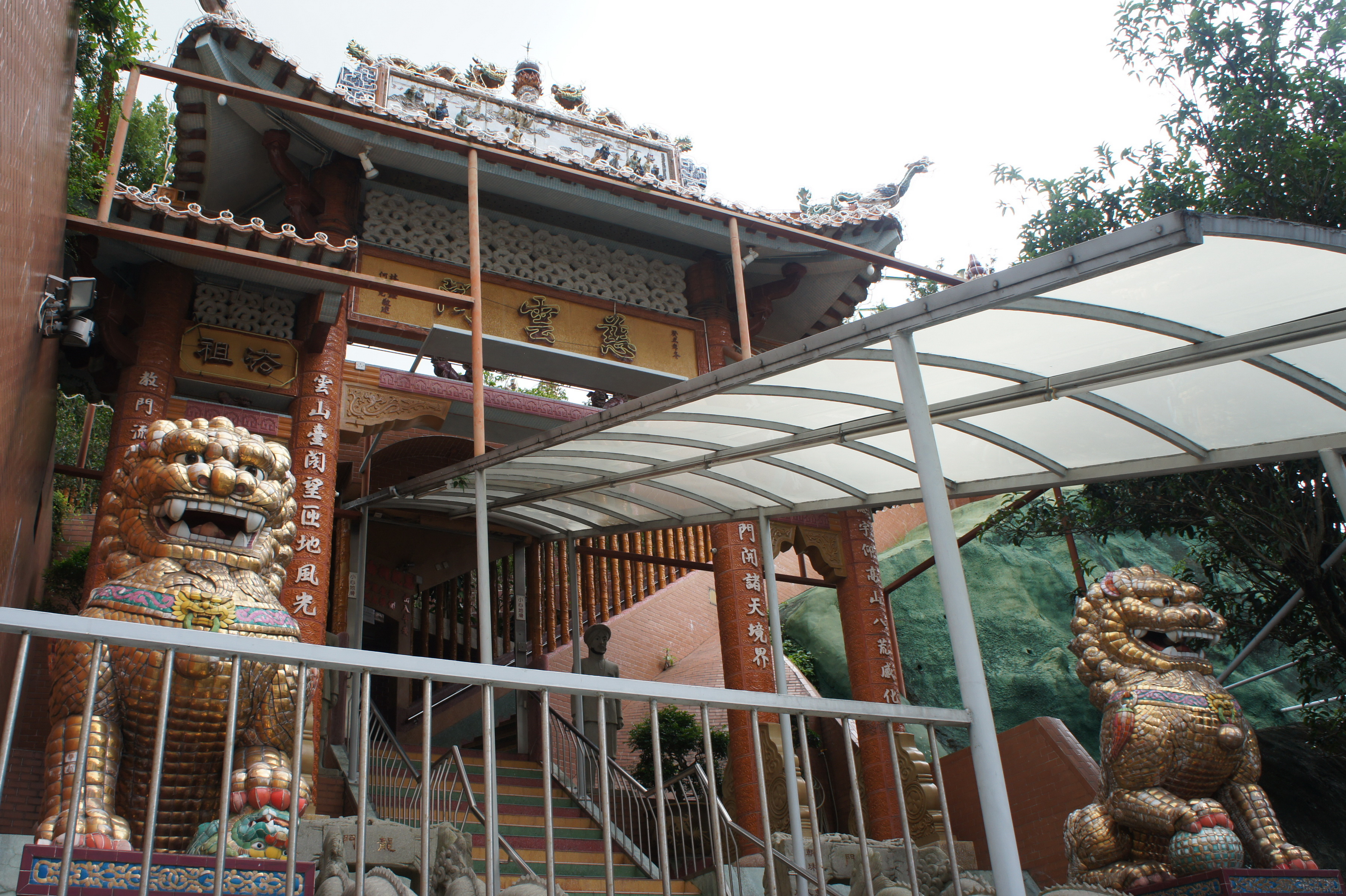
慈雲閣

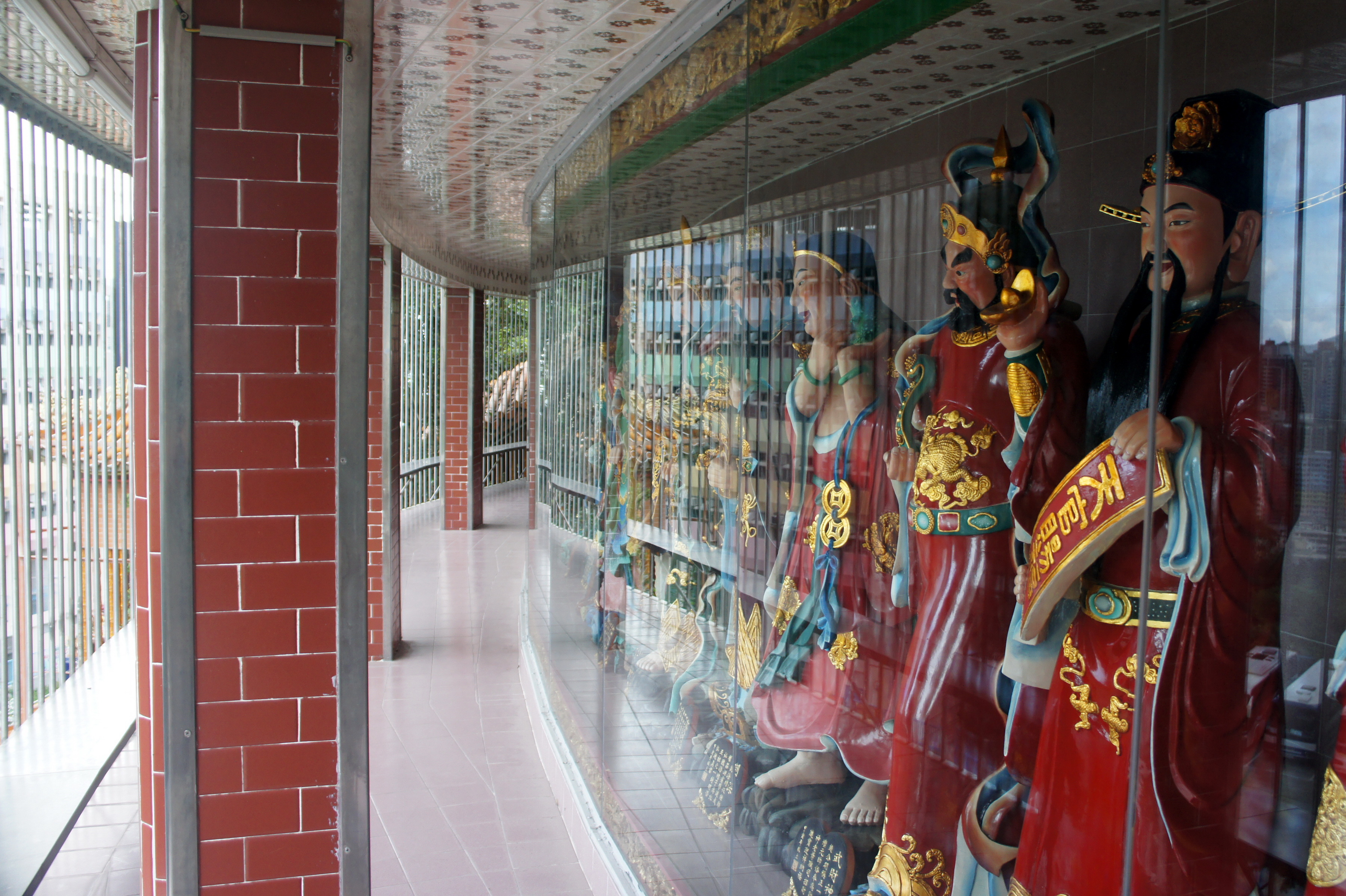
慈雲閣內的「古國神廊」

香港慈雲閣有限公司是香港一家骨灰龕營運商及慈善機構。曾於玉樹地震發生時，捐出一百萬港幣。並在香港、中國內地的廣東省等地參與公益事業共捐出十億港元、在沙士期間香港慈雲閣捐出港幣20萬丶贈醫施藥。
慈雲閣永遠名譽主席兼創辦人是已故慈善家、惠来籍富商、其仕集團創辦人、第九屆廣東省政協委員、揭陽市政協名譽副主席林世鏗先生。前副主席是已故香港太平紳士、香港精棉發展創辦人、前廣東省政協委員葉慶忠先生、潮陽籍富豪連增傑先生 。其他創辦人包括揭陽市政協委員、香港寶景實業創辦人、已故惠来籍富商林寶喜 先生，潮陽籍富豪、佳寧娜飲食集團的創辦人、前全國政協委員馬介璋 先生、香港新聯實業創辦人、揭陽市政協委員、已故惠来籍富商方錦坤 先生 以上均為公司首屆董事
現任主席是香港海龍集團主席、惠州市政協常委、廣州市政協委員連增傑、董事沈亮輝、連錦杰
慈雲閣是一座位於香港九龍慈雲山慈雲山道150號的廟宇，創建於1970年代，原址前身為招利伯廟，根據「招利張老伯史略」碑記所載，招利伯姓張，名老蓀，字招利，曾隨岳飛征戰，後岳飛被秦檜所害，逃難到南方潮州府落籍，曾向天許願以身保鄉里，死後歷次顯靈並得封為城隍，並立有「招利祠」祀奉。
慈雲閣是德教的山門。德教是中國古代的宗教，初以儒家思想及道家思想為其道德準則與信仰教化的標準，並融匯佛教、耶教、回教三大宗教經典作為其教義。慈雲閣供奉多位道家神祇，更設有一個展示八仙和龍王等40多位神明雕像的「古國神廊」。當中饒富特色是建於地洞中的「地藏府」，藉由顯示十八層地獄腰斬、剝皮、烙刑、勾脷筋等的刑罰，警惕遊人留意自己現世的言行。此外，慈雲閣的露天平臺，可眺望香港和九龍的風景。
慈雲閣Ｂ座及Ｅ座設有49,410多個骨灰龕位及1,180多個神祖靈位，是經發展局確認符合地契規定用途的私營龕場。而3層高的Ａ座亦於2011年向城市規劃委員會申請改作骨灰龕，完成後可提供30,388個骨灰位。2011年6月，慈雲山居民向城市規劃委員會請願，反對慈雲閣增加骨灰龕位。居民指出自2011年城市規劃委員會批准慈雲閣設骨灰龕後，慈雲山道已不能負荷掃墓人士所帶來的交通流量。化寶爐煙囱與校園接近，排出的廢氣會影響學童的健康。在城市規劃委員會批准慈雲閣設骨灰龕前，地政總署曾於2008年公佈慈雲閣擅自將廟宇改建成骨灰龕場，違反土地契約。

## 靈牛事件
1983年7月中，長沙灣屠場一頭重900斤、約17至18歲的大水牛在多次被拉往屠宰時竟流下眼淚並跪地，屠房工人遂認為此牛有靈性，不願屠宰，並希望送往香港海洋公園飼養，讓牠安渡餘生，惟該園表示無興趣。工人其後查詢兄長信奉的慈雲山慈雲閣，7月16日慈雲閣主持親到屠房了解並向牠「發問」，問牠是否願意登上百多級樓梯到慈雲閣，靈牛竟然點頭，主持見靈牛似有感情，又不平凡，終決定收養。經當時之漁農處檢查其健康良好後，7月30日上午靈牛運抵慈雲閣頤養天年，直到1994年5月22日下午四時半病歿，事後慈雲閣特招請工藝名師為其塑像，以資紀念。

## 交通
- 從慈雲山（北）巴士總站徒步約3分鐘。
- 專線小巴